# Girewicze
Girewicze (biał. Гіравічы; ros. Гиревичи) – wieś na Białorusi, w obwodzie mińskim, w rejonie wołożyńskim, w sielsowiecie Raków.

## Historia
W czasach zaborów wieś w gminie Krzywicze (1870) a następnie w gminie Zasław (1909), w powiecie mińskim, w guberni mińskiej Imperium Rosyjskiego. W 1866 należała do dóbr Stary Raków, własność Druckich-Lubeckich. 
W latach 1921–1945 wieś leżała w Polsce, w województwie wileńskim, w powiecie stołpeckim, a od 1927 w powiecie mołodeckim, w gminie Raków.
Według Powszechnego Spisu Ludności z 1921 roku zamieszkiwało tu 318 osób, 26 było wyznania rzymskokatolickiego a 292 prawosławnego. Jednocześnie 28 mieszkańców zadeklarowało polską a 290 białoruską przynależność narodową. Było tu 57 budynków mieszkalnych. W 1931 w 50 domach zamieszkiwało 512 osób.
Wierni należeli do parafii rzymskokatolickiej i prawosławnej w Dubrowej. Miejscowość podlegała pod Sąd Grodzki w Rakowie i Okręgowy w Wilnie; właściwy urząd pocztowy mieścił się w Rakowie.